# Statsverket

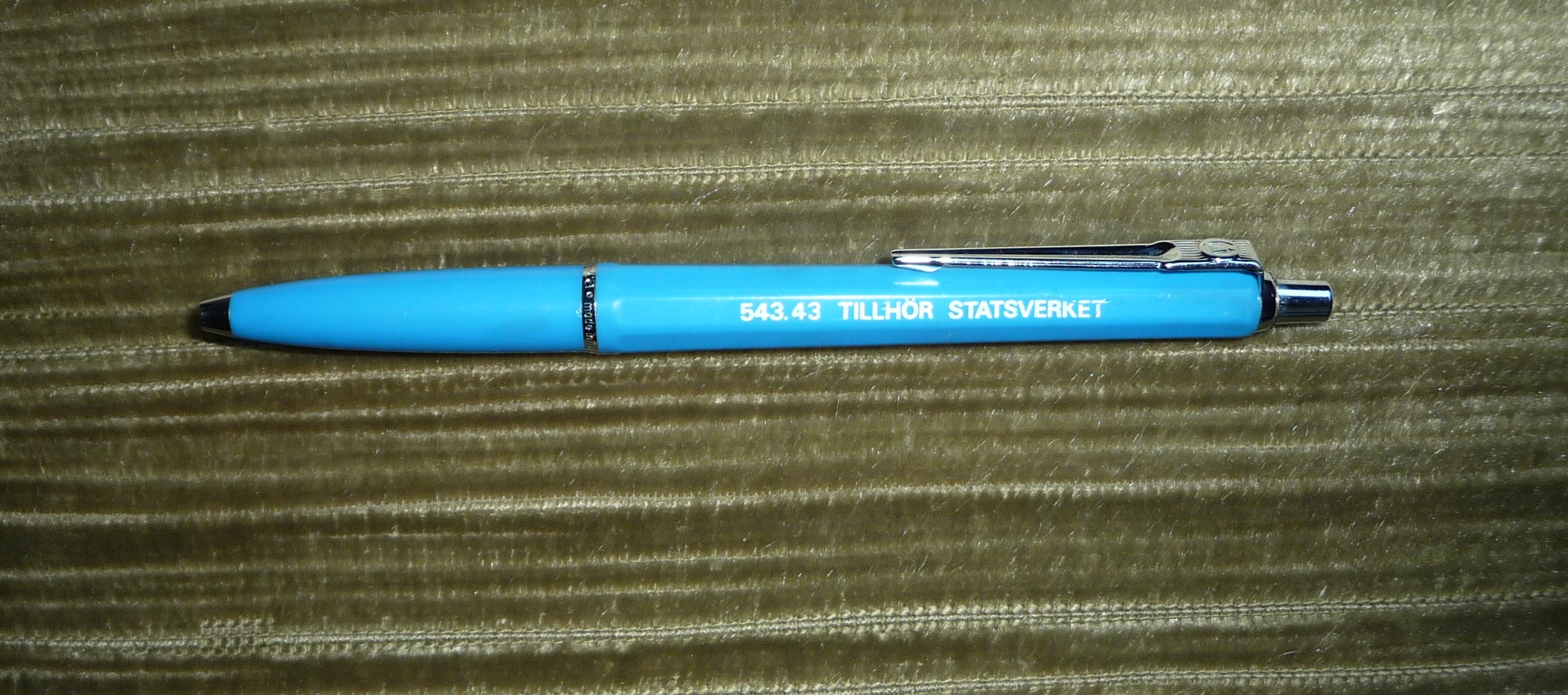
Penna med texten ”TILLHÖR STATSVERKET”.

Statsverket är en äldre beteckning för svenska staten som ekonomisk enhet. Oftast avsågs specifikt den del av statens ekonomiska verksamhet som lydde under Kunglig Majestät (regeringen), men inte den del som lydde under riksdagen via Riksgäldskontoret och Sveriges riksbank. Så definierades bland annat begreppet i 1809 års regeringsform. Den ekonomiska verksamheten under Riksgäldskontoret betecknades ibland riksgäldsverket.
Uttrycket är numera kanske mest känt för frasen ”Tillhör statsverket” som tidigare förekom på pennor och annan kontorsmateriel som köpts in för statens bruk. Exempelvis förekom det på postkontoren när Postverket fortfarande drevs som ett statligt verk.[källa behövs] Uttrycket statsverket kunde också användas i konstruktioner som ”avgiften betalas in till statsverket”.
Inom bokföring används ordet än idag[när?] i termen "Avräkning med statsverket", en post dit myndigheter och annan offentlig verksamhet kan bokföra medel inför till exempel kommunal revision varje år (jämför årsredovisning). Avräkning med statsverket är ett tillgångskonto, d.v.s. i 1000-serien i den vanligast förekommande baskontoplanen.
I modernare svenskt språkbruk används oftast staten (eller någon gång statsbudgeten) i de sammanhang där man förr kunde prata om statsverket.
Statsverket har således aldrig varit namnet på en specifik myndighet.